# Ptecticus brevipennis
Ptecticus brevipennis är en tvåvingeart som beskrevs av Camillo Rondani 1875. Ptecticus brevipennis ingår i släktet Ptecticus och familjen vapenflugor. Inga underarter finns listade i Catalogue of Life.